# Liga Mexicana del Pacífico 1963-64
La Temporada 1963-64 de la Liga Mexicana del Pacífico fue la 6.ª edición y comenzó el 3 de octubre de 1963.
Para esta campaña se cambió el sistema de competencia, volviendo al sistema de "todos contra todos" programando un calendario a rol corrido sin vueltas, además se amplió el calendario pasando de 60 a 80 juegos.
En esta temporada se presentó un juego sin hit con carrera y se establecieron algunos récords individuales.
La temporada finalizó el 16 de febrero de 1964, con la coronación de los Naranjeros de Hermosillo al terminar en la primera posición del standing.

## Sistema de competencia

### Temporada regular
Se estableció un sistema de competencia de "todos contra todos", se programó un calendario corrido sin vueltas, jugándose 80 juegos, resultando campeón el equipo con mayor porcentaje de ganados y perdidos (primera posición). 

### Final
En caso de que hubiera empate entre los primeros dos lugares de la tabla en cuanto a ganados y perdidos, se jugaría una serie final a ganar 3 de 5 juegos.

## Calendario
- Número de Juegos: 80 juegos

## Datos sobrelientes
- Francisco Ramírez lanza un juego sin hit con carrera el 26 de octubre de 1963, con Cañeros de Los Mochis en contra de Yaquis de Ciudad Obregón, siendo el número 3 de la historia de la LMP.

- Ronaldo Camacho y Ramón Montoya establecen el récord de 67 carreras anotadas en una temporada jugando con Rieleros de Empalme.

- Ramón Montoya establece el récord de 130 hits en una temporada jugando con Rieleros de Empalme.

- Ronaldo Camacho establece el récord de 27 Home runs en una temporada jugando con Rieleros de Empalme.

## Equipos participantes
| Liga Mexicana del Pacífico 1963-64 |           |                    |                        |                         |           |
| Equipo                             | Fundación | Mánager            | Ciudad                 | Estadio                 | Capacidad |
| Cañeros de Los Mochis              | 1947      | Guillermo Garibay  | Los Mochis, Sinaloa    | Mochis                  | 6,000     |
| Mayos de Navojoa                   | 1950      | Tomas Herrera      | Navojoa, Sonora        | Revolución              | 3,200     |
| Naranjeros de Hermosillo           | 1944      | Leonardo Rodríguez | Hermosillo, Sonora     | Fernando M. Ortiz       | 5,000     |
| Ostioneros de Guaymas              | 1945      | Guillermo Frayde   | Guaymas, Sonora        | "Abelardo L. Rodríguez" | 5,000     |
| Rieleros de Empalme                | 1948      | Miguel Gaspar      | Empalme, Sonora        | Estrellas Empalmenses   | ***       |
| Yaquis de Ciudad Obregón           | 1947      | Felipe Montemayor  | Ciudad Obregón, Sonora | Álvaro Obregón          | ***       |

## Standing
| Equipos                  | JJ | JG | JP | JE | JV   | PCT  |
| ------------------------ | -- | -- | -- | -- | ---- | ---- |
| Naranjeros de Hermosillo | 81 | 47 | 33 | 1  | -    | .588 |
| Ostioneros de Guaymas    | 80 | 42 | 38 | -  | 5.0  | .525 |
| Cañeros de Los Mochis    | 81 | 41 | 39 | 1  | 6.0  | .513 |
| Mayos de Navojoa         | 81 | 41 | 39 | 1  | 6.0  | .513 |
| Rieleros de Empalme      | 83 | 38 | 42 | 3  | 9.0  | .475 |
| Yaquis de Ciudad Obregón | 80 | 31 | 49 | -  | 16.0 | .388 |

| Campeón |

Nota: El campeón se definió por la primera posición en el standig.

## Cuadro de Honor
| Equipos                  | Posición   |
| ------------------------ | ---------- |
| Naranjeros de Hermosillo | Campeón    |
| Ostioneros de Guaymas    | Subcampeón |
| Cañeros de Los Mochis    | 3° Lugar   |
| Mayos de Navojoa         | 4° Lugar   |
| Rieleros de Empalme      | 5° Lugar   |
| Yaquis de Ciudad Obregón | 6° Lugar   |

## Designaciones
A continuación se muestran a los jugadores más valiosos de la temporada.
| Designación         | Ganador            | Equipo                   |
| ------------------- | ------------------ | ------------------------ |
| Jugador Más Valioso | Héctor Espino      | Naranjeros de Hermosillo |
| Pitcher del Año     | Vicente Romo       | Ostioneros de Guaymas    |
| Novato del año      | Sostenes Verdugo   | Cañeros de Los Mochis    |
| Mánager del Año     | Leonardo Rodríguez | Naranjeros de Hermosillo |
| Mánager Campeón     | Leonardo Rodríguez | Naranjeros de Hermosillo |
| Campeón de Bateo    | Héctor Espino      | Naranjeros de Hermosillo |
| Campeón de Pitcheo  | Francisco Ramírez  | Cañeros de Los Mochis    |